# Luxembourg au Concours Eurovision de la chanson 1983
Le Luxembourg a participé au Concours Eurovision de la chanson 1983 à Munich, en Allemagne. C'est la 27e participation et la 5e victoire — la dernière à ce jour — du Luxembourg à l'Eurovision.
Le pays est représenté par la chanteuse Corinne Hermès et la chanson Si la vie est cadeau, sélectionnées en interne par RTL.

## Sélection
RTL sélectionne en interne l'artiste et la chanson qui représenteront le Luxembourg au Concours Eurovision de la chanson 1983.
Lors de cette sélection, ce sont la chanteuse française Corinne Hermès et la chanson Si la vie est cadeau écrite par Alain Garcia et Jean-Pierre Millers qui furent choisies.

## À l'Eurovision

### Points attribués par le Luxembourg
| 12 points | Allemagne   |
| 10 points | Israël      |
| 8 points  | Yougoslavie |
| 7 points  | Portugal    |
| 6 points  | Royaume-Uni |
| 5 points  | Suisse      |
| 4 points  | Pays-Bas    |
| 3 points  | France      |
| 2 points  | Norvège     |
| 1 point   | Finlande    |

### Points attribués au Luxembourg
| 12 points                                                   | 10 points        | 8 points                                    | 7 points   | 6 points   |
| ----------------------------------------------------------- | ---------------- | ------------------------------------------- | ---------- | ---------- |
| - France - Grèce - Israël - Italie - Portugal - Yougoslavie | - Chypre - Suède | - Allemagne - Belgique - Finlande - Turquie | - Espagne  |            |
| 5 points                                                    | 4 points         | 3 points                                    | 2 points   | 1 point    |
| - Autriche                                                  |                  | - Suisse                                    | - Danemark | - Pays-Bas |

Corinne Hermès interprète Si la vie est cadeau en 20e et dernière position, après la Belgique. Au terme du vote final, le Luxembourg termine 1er sur 20 pays avec 142 points.